# Kannard Johnson
Kannard Johnson (Cincinnati, 24 giugno 1965) è un ex cestista statunitense, professionista nella NBA, in Italia, Germania e Grecia.

## Carriera
È stato selezionato dai Cleveland Cavaliers al secondo giro del Draft NBA 1987 (41ª scelta assoluta).

## Palmarès
- Campionato tedesco: 3

Bayer Leverkusen: 1990-91, 1991-92, 1992-93
- Coppa di Germania: 3

Bayer Leverkusen: 1990, 1991, 1993
- Campione USBL (1994)
- All-USBL First Team (1994)